# Leptanilla astylina
Leptanilla astylina is een mierensoort uit de onderfamilie van de Leptanillinae. De wetenschappelijke naam van de soort is voor het eerst geldig gepubliceerd in 1968 door Petersen.